# Messefald
Ved messefald forstås aflysning af en bebudet gudstjeneste fordi præsten får forfald eller menigheden ikke dukker op. Tidligere har man ved præstens afbud afholdt en såkaldt messefaldstjeneste, hvor en anden (f.eks. kirkesanger, degn eller klokker) anførte gudstjenesten og udførte evt. lysninger.

## Messefaldsdiskussionen i Danmark
2009-12 har der i Danmark været en diskussion af messefald i Folkekirken. 